# ГЕС-ГАЕС Танес
ГЕС-ГАЕС Танес (ісп. Central hidráulica de Tanes) — гідроелектростанція на північному заході Іспанії в провінції Астурія. Споруджена на річці Налон, яка дренує північний схил Кантабрійських гір та впадає у Біскайську затоку.
Обидва резервуари станції Танес, яка може працювати в режимі гідроакумуляції, створені на зазначеній річці. Верхній утримує гравітаційна гребля Танес висотою 95 метрів та довжиною 195 метрів, яка потребувала 337 тис. м3 матеріалу. Він має об'єм 33 млн м3 та нормальне коливання рівня в процесі експлуатації між позначками 463 та 491 метр НРМ.
Нижній резервуар утворила так само гравітаційна гребля Ріосеко висотою 29 метрів та довжиною 101 метр, на спорудження якої пішло 37 тис. м3 матеріалу. Його об'єм 4,3 млн м3, а припустиме коливання рівня лежить між позначками 374 та 381 метр НРМ.
Підземний машинний зал розміщений між двома сховищами, при цьому з верхнім його зв'язує тунель довжиною 1,3 км, а з нижнім — 0,8 км.
Основне обладнання станції становлять дві оборотні турбіни типу Френсіс, які мають загальну потужність 133 МВт у турбінному та 112,5 МВт у насосному режимах. При цьому в турбінному режимі вони працюють з напором до 117 метрів, а в насосному — з підйомом до 118 метрів.
Зв'язок з енергосистемою відбувається по ЛЕП, що працює під напругою 132 кВ.
Використання сховища Ріосеко узгоджується з компанією CADALSA, яка займається водопостачанням центральної Астурії.